# Протока Джонстон (Канада)

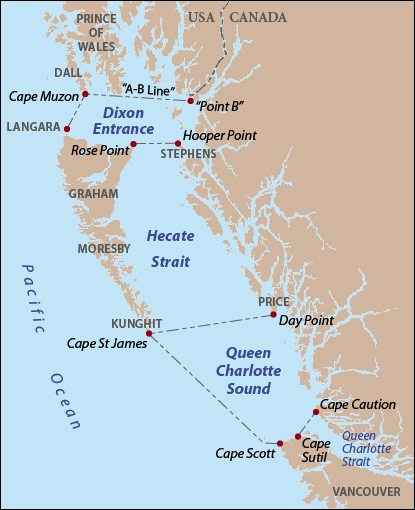
Мапа Протока Джонстона

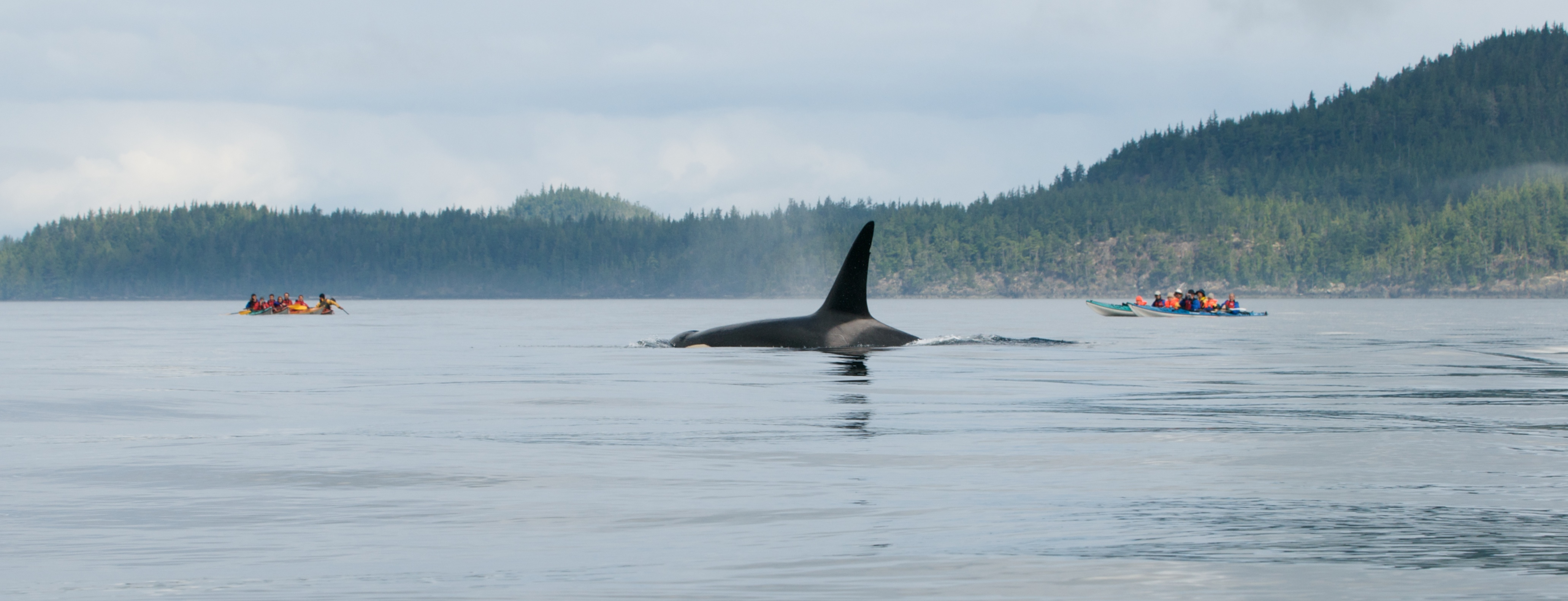
Протока Джонстона — Літний дома Косаток

Протока Джонстон (англ. Johnstone Strait, Canada) 50°28′ пн. ш. 126°5′ зх. д. / 50.467° пн. ш. 126.083° зх. д. — протока в Британській Колумбії,Канада,між північною частиною острову Ванкувер та  материком. Включає острови Гардвік (англ. Hardwick Island),   Вест-Терлов (англ. West Thurlow Island) та Іст-Терлов  (англ. East Thurlow Island). Довжина протоки приблизно 110 км, ширина коливається від 2,5 до 5,0 км.

Протока Джонстон — частина Серединного проходу морського шляху, сполученого з протоками Королеви Шарлотти на півночі, та протокою Діскавері (англ. Discovery Passage) на півдні.
Розтащована біля протоки  «Кваквака-вакв Землі Першої Нації» (англ. Kwakwaka'wakw First Nations), та належить до «Кваквака-вакв Перша Нація», та селі  «Телеграф-Ков» (англ. Telegraph Cove), «Сейвард» (англ. Sayward) та «Келсі-Бей» (англ. Kelsey Bay).
Парки й природні заповідники біля протоки: Заповідник парку «Робсон-Байт (Майкель Бігс)» (англ. Robson Bight (Michael Biggs) Reserve) на  острові Ванкувер, Морський Провінційний парк «Архіпелаг Брогтона» (англ. Broughton Archipelago Marine Provincial Park) на західному березі Британської Колумбії та Морський Провінційний парк «Турстон-Бей» (англ. Thurston Bay Marine Provincial Park), на острові Сонора.

## Історія

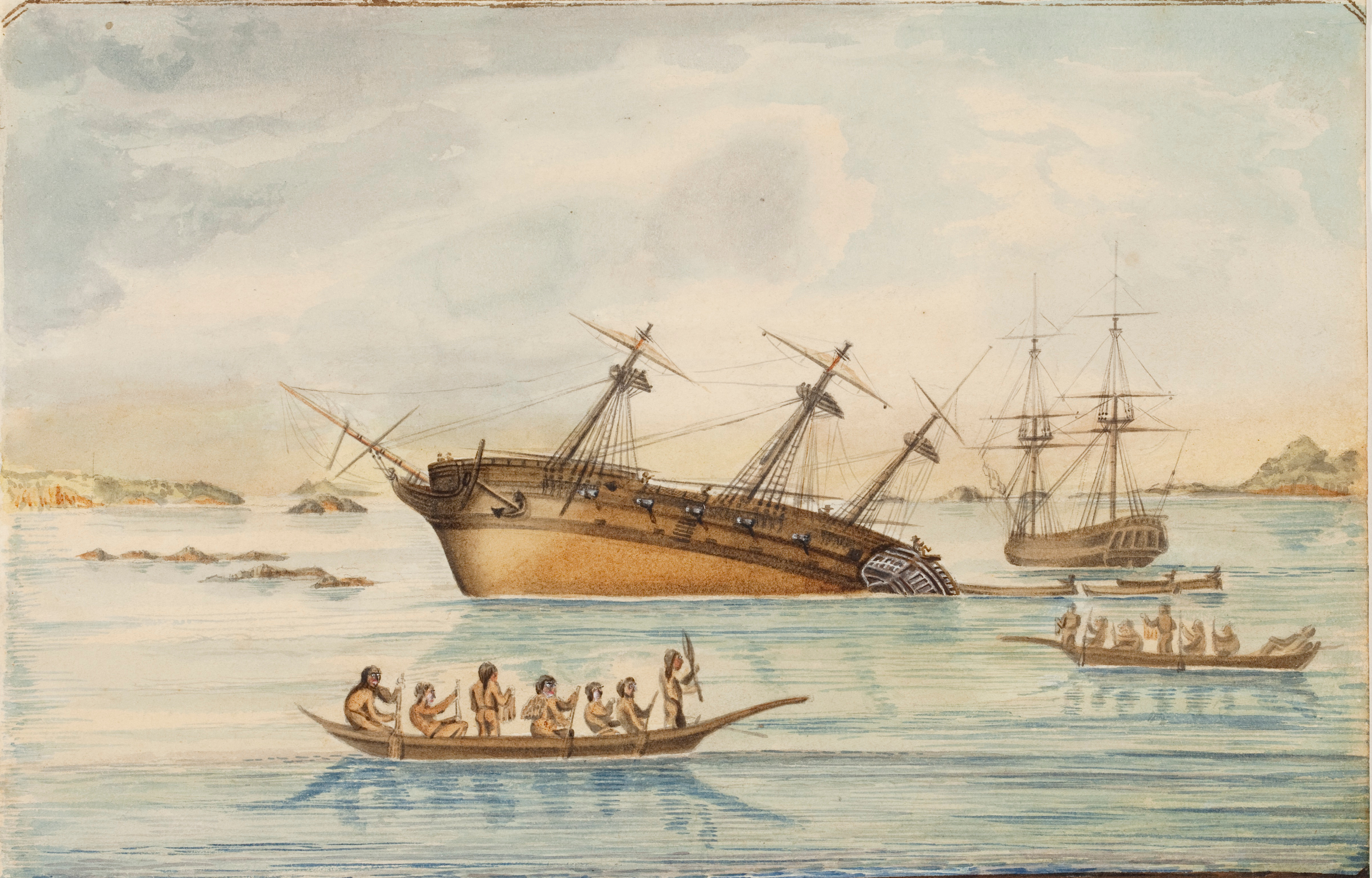
Корабель «Діскавері» на рифах в протоці Королеви Шарлотти в 1792 р.

Протока Джонстон була названа в 1792 році капітаном «Джорджем Ванкувером» (англ. Captain George Vancouver) на честь Джеймса Джонстона (англ. James Johnstone) — капітана корабля «HMS Chatham (1788)» і дослідника острова Ванквувер.